# Gmina Ulster (Iowa)

Położenie Gminy Ulster w hrabstwie Floyd

Gmina Ulster (ang. Ulster Township) – gmina w USA, w stanie Iowa, w hrabstwie Floyd. Według danych z 2000 roku gmina miała 373 mieszkańców, a jej powierzchnia wynosi 107,51 km².